# Mješko I.
Mješko I. (poljski: Mieszko I) (935. – 25. svibnja 992.) je poljski knez i prvi povjesno dokazani poljski vladar. Pripadao je vladarskoj obitelji Pjastovića.
Sin je legendarnog Sjemomisla i otac Boleslava I. Hrabrog, prvookrunjenog kralja Poljske, i Svetislave-Sigride, nordijske kraljice.
Mješko mu nije bilo ime dato pri rođenju, nego ga je dobio kasnije. Neki povjesničari su smatrali da je ime Mješko (Mieszko) umanjenica od Mieczysław, koji je kombinacija dvaju leksema: miecz (mač) i sław (slavan). Ta je teorija kasnije odbačena, jer se danas sa sigurnošću zna da stari Slaveni nisu tvorili imena od životinja i oružja.
966. godine Mješko I. je primio kršćanstvo i uveo ga u Poljsku. 965. godine oženio se s Dubravkom, kćerkom Boleslava I., bohemskog kneza. Ona je 977. umrla, pa se on tri godine poslije ponovo oženio, Odom von Haldensleben. Imao je troje djece, od kojih je Boleslav I. Hrabri postao prvi poljski kralj. 